# Villa Giacomina
Villa Giacomina är en herrgård i Gösslunda socken i Lidköpings kommun i Sverige.
Villa Giacomina ligger i  stadsdelen  Stenhammar vid Vänern 5 kilometer norr om Lidköpings tätort.
Egendomen nämns första gången 1574 som Jernslätt. År 1685 äger ätten Lillie "Iärnewäg"; Landshövdingen Claes Julius Ekeblad till Stola herrgård lät 1790 anlägga en park och uppföra ett stort åttkantigt lusthus av tegel som ännu finns kvar. Omkring år 1800 byggdes ett envåningshus av trä med åtta rum, kallat "eremitage". Två äldre flyglar ska ha flyttats hit från Stola. 
Greve Gustaf Piper fick 1818 lustslottet och lät bygga om det till en tvåvåningsvilla i italiensk stil. Även två fristående flygelbyggnader blev uppförda. Gårdens namn ändrades till Villa Giacomina efter Pipers döda fru Jacquette Du Rietz. Giacomina är den italienska formen av hennes namn. Karl XIV Johan besökte ofta Gustaf Piper på sina resor till Norge och Axevalla hed.
Idrottsföreningen Villa BK bildades 1934 på en plats i närheten av Villa Giacomina och tog sitt namn efter herrgården. Föreningen är framgångsrik i bandy.
Under tiden februari 1942 - januari 1943 disponerade Lidköpingskretsen av Röda Korset Villa Giacomina och drev där ett barnhem med plats för tio finska krigsbarn. Sammanlagt 16 barn kom att vistas några månader på hemmet. Fem av dem fick komma till fosterhem på orten.